# 古市郡
古市郡為過去日本大阪府轄下的郡，已於1896年4月1日與周邊的郡合併為南河內郡。
在1880年實施郡區町村編制法時的轄區相當於現在的羽曳野市東半部地區。

## 歷史
在令制國時代屬於河內國。
雖然面積不大，但在江戶時代分屬幕府直屬、旗本、伯太藩、下館藩、狹山藩、小田原藩的領地。
明治維新後，郡內的幕府領地和旗本領地先後被劃為大坂裁判所司農局、大阪府司農局、大阪府南司農局、河內縣、堺縣、五條縣的轄區，小田原藩領地也由於戊辰戰爭的處分被新政府收回，而其他原屬各藩的領地在1871年實施廢藩置縣後也分別被劃為由藩改設立的博太縣、下館縣，不過僅半年後的第一次府縣整併中，古市郡全境就全數被整併至堺縣。
1880年實施郡區町村編製法，正式的設置了近代的行政區劃「古市郡」，郡役所設於古市村，但由於古市郡役所同時也負責管理周邊的石川郡、錦部郡、八上郡、安宿部郡、丹南郡、志紀郡南部，因此古市郡役所被更名為「石川錦部八上古市安宿部丹南志紀郡役所」。
1881年，由於堺縣被併入大阪府，古市郡隨之成為大阪府的轄區。

### 沿革

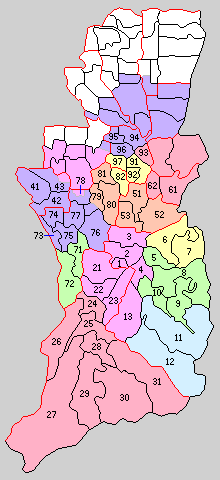
1889年古市郡轄下的行政區劃：
51.古市村 52.駒谷村 53.西浦村
（上方紅色：屬柏原市、1 - 13屬石川郡、21 - 31屬錦部郡、41 - 43屬八上郡、61・62屬安宿部郡、71 - 81屬丹南郡、91 - 97屬志紀郡）

- 1889年04月1日：實施町村制，古市郡下設古市村（日语：古市町 (大阪府)）、駒谷村（日语：駒ヶ谷村）、西浦村（日语：西浦村 (大阪府)）。（3村）
- 1896年04月1日：實施郡制（日语：郡制），同時原屬於「石川錦部八上古市安宿部丹南志紀郡役所」的區域（除志紀郡三木本村）被合併為南河內郡。